# 함수 방정식
함수 방정식(영어: functional equation)은 넓은 의미로는 하나 또는 여러 개의 미지 함수가 포함된 방정식으로, 미분 방정식과 적분 방정식도 이에 포함된다. 한편 좁은 의미로는 몇가지 함수값 사이의 관련성을 나타내는 방정식만을 가리킨다. (예: 로그함수는 함수 방정식 {\displaystyle \log(xy)=\log(x)+\log(y)}에 의해 특정됨)
정의역이 자연수인 경우 함수는 수열로 간주될 수 있으며, 이 경우 좁은 의미의 함수 방정식은 점화식이 된다. 따라서 일반적으로 함수 방정식이라는 표현은 주로 실함수나 복소함수에 대해 논할 때 많이 사용되는 말이다.
또한 해를 찾을 때 매끄러운 함수라는 등의 조건이 추가되는 경우가 많은데, 그렇지 않으면 의도하지 않은 병리적인 함수까지 해로 포함하게 될 수 있기 때문이다. 예를 들어 감마함수는 등식 {\displaystyle f(x+1)=xf(x)}와 초기조건 {\displaystyle x=1}을 만족하는 함수인데, 실제로 이 조건을 만족하는 함수는 많지만, 복소평면 전체에서 유리형이면서 x>0에 대해 {\displaystyle \log(f(x))}가 볼록하다는 조건을 만족하는 것은 감마함수 뿐이다 (Bohr–Mollerup 정리).

## 예시
- {\displaystyle f(x+P)=f(x)}는 주기함수를 정의한다.
- {\displaystyle f(x)=f(-x)}는 우함수를, {\displaystyle f(x)=-f(-x)}는 기함수를 정의한다.
- {\displaystyle f(x+y)=f(x)+f(y)}는 선형함수에 의해 만족된다 (코시 함수 방정식). 다만 선택 공리에 따라 병리적인 비선형 해의 존재도 증명될 수 있다.
- {\displaystyle f(x+y)=f(x)f(y)}는 지수함수에 의해 만족된다. 코시 함수 방정식과 마찬가지로 병리적인 불연속 함수가 해로서 존재할 수 있다.
- {\displaystyle f(xy)=f(x)+f(y)}는 로그함수에 의해 만족된다. 서로소인 변수에 대해서 덧셈적 함수를 정의한다.
- {\displaystyle f(xy)=f(x)f(y)}는 거듭제곱함수에 의해 만족된다. 서로소인 변수에 대해서 곱셈적 함수를 정의한다.
- {\displaystyle f(f(x))=x}는 대합을 정의한다.

## 풀이
함수 방정식의 해를 찾는 방법은 다양하다. 초등적인 경우 대입을 통해 풀릴 수 있으며, 함수가 전사, 단사, 우함수, 기함수라는 성질 등을 이용하기도 한다. 가설 풀이나 수학적 귀납법을 통해 푸는 경우도 있다.
함수 방정식의 일부 부류에 대해서는 컴퓨터를 이용한 자동 풀이가 개발되고 있다. 동적 계획법에서 함수 방정식의 해를 근사하는 연구가 활발히 이루어진다.

## 같이 보기
- 음함수
- 미분 방정식